# Станове (селище, Сидоровське сільське поселення)
Станове́ (рос. Становое) — селище у складі Грязовецького району Вологодської області, Росія. Входить до складу Сидоровського сільського поселення.

## Населення
Населення — 26 осіб (2010; 22 у 2002).
Національний склад (станом на 2002 рік):
- росіяни — 100 %